# Desitjós
Desitjós és una novel·la religiosa al·legòrica publicada el 1515 a Barcelona. És una part de la desapareguda Espill de vida religiosa, una obra més llarga segons es desprèn del pròleg, que és d'autor diferent del cos del relat. L'obra és d'autor incert, segons la nota final probablement franciscà, si bé durant anys es va atribuir al jeroni Miquel Comalada.
A la primera part el protagonista, anomenat Desitjós, fa un pelegrinatge al·legòric vers la contemplació de Déu a través de la Casa d'Humilitat, el Camí de Paciència i la Casa de Caritat, on contempla Déu. Com a contraexemple apareix l'itinerari per Bé Em Vull que porta a la Supèrbia. La segona part és un tractat d'oració metòdica qu eofereix un entramat mnemotècnic per contemplar sistemàticament. El llenguatge és planer i l'estructura complexa.
Difondre ensenyament doctrinal a través d'una novel·la no era habitual en aquell moment sinó que supera els elements de la cultura medieval. La inspiració sembla venir de Ramon Llull així com de l'al·legorisme, l'espiritualitat devocionista de l'època. S'hi troben elements d'Ausiàs March. Segons un estudi l'exègesis de la Bíblia ocupa el 60% de l'obra i el 40% restant correspon a l'exegesi de textos de Pere Llombard o Petrus Lombardus (vers 1100 - París, 1160), Ramon Sibiuda (Catalunya, 1385 - Tolosa, 1436) i Sant Agustí.
La novel·la va ser publicada per primera vegada per l'impressor Joan Rosenbach. Fou reeditada en català a València (1529) per Jordi Costilla, que en faria una segona edició 14 anys més tard. Obtingué una gran difusió a Europa, amb prop de cent versions conegudes a més de deu llengües al llarg de l'edat moderna, fins i tot en terres protestants.